# Kanchō (Zen)

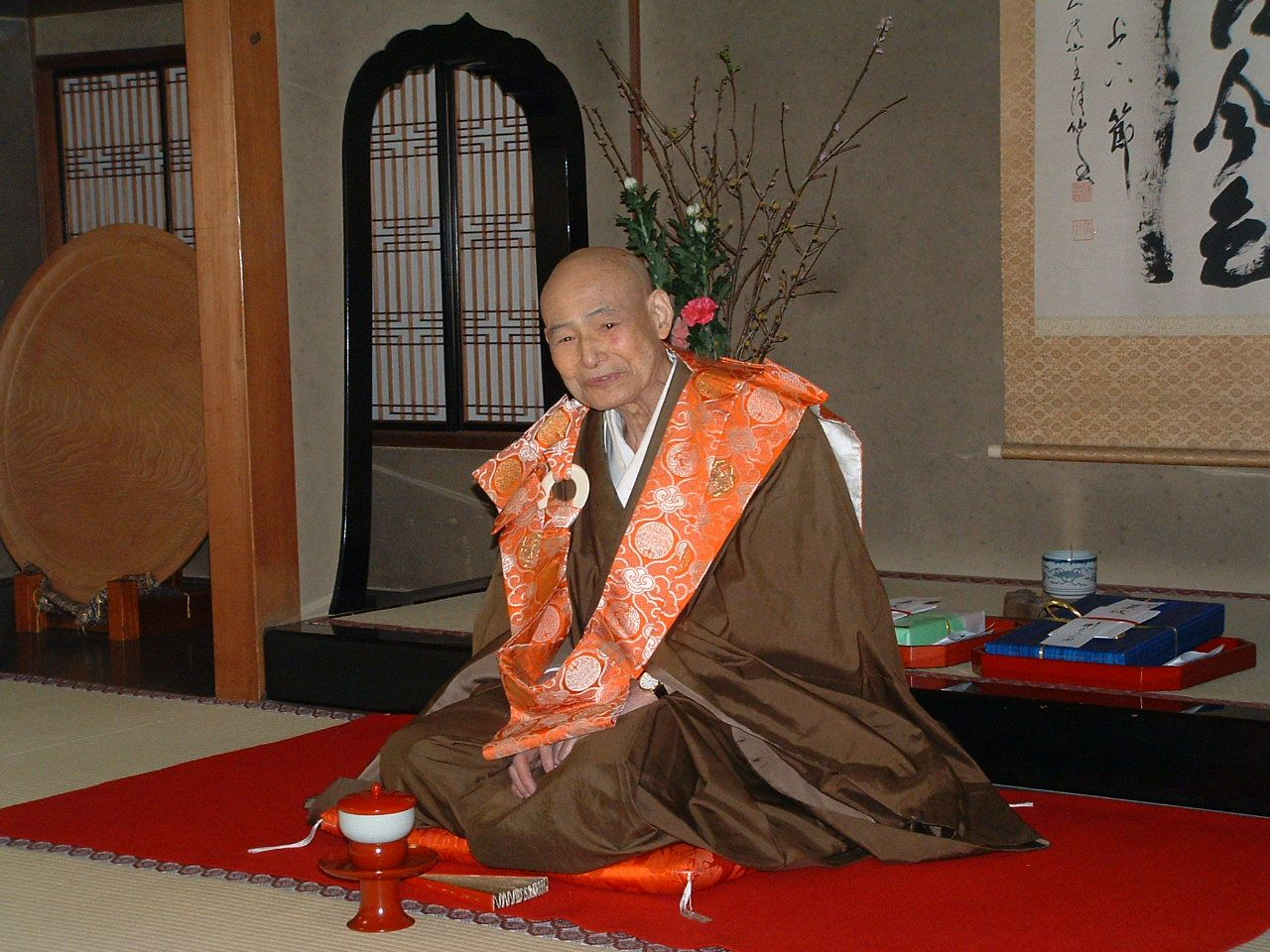
Nishikata Tansetzu Roshi als Kanchō des Myōshin-ji

Kanchō (japanisch 管長) ist der Titel für einen Erzabt des Hauptklosters einer Linie der Zen-shū. Er ist das nominelle Linienoberhaupt und residiert im Haupttempel, den er nach außen gegenüber Regierungsstellen und anderen Zen-Linien vertritt. Aufgrund des Ansehens, das er genießt, kommt ihm ein gewisser Einfluss zu, der über die repräsentative Funktion hinausgeht. Die feierliche Einsetzung eines Kanchō ist für jeden Haupttempel ein besonders festliches Ereignis, zu dem viele hohe Gäste aus Religion, Politik und Wirtschaft geladen werden.
Diese Position und das Kanchō-System wurden 1872 von der japanischen Regierung gegründet. In den ersten Jahren der Meiji-Regierung war sie mehreren Änderungen unterworfen. Das System der buddhistischen Mönche wurde in sieben Hauptgruppen eingeteilt. Tendai, Shingon, Jōdo, Zen, Shin, Nichiren und Ji. Jeder dieser Organisationen steht ein Kanchō vor, der über alle Angelegenheiten der Sekten und ihrer Zweige zuständig ist. Später wurde es auch einigen Untergruppierungen erlaubt einen eigenen Kanchō zu bestimmen. Dies waren Rinzai, Sōtō und Ōbaku, die zuvor unter einer Leitung zusammengefasst wurden. 1964 wurden der Kanchō durch einen Kanshū ersetzt, was oftmals als Bischof oder Erzbischof angesehen wird.
Der Titel Kanchō wird auch für das Oberhaupt einer Kampfsportschule wie beispielsweise Aikido verwendet. Hier wurde Shioda Gōzō als Kanchô-Sensei betitelt.